# Яла
Яла е една от 76-те провинции на Тайланд. Столицата ѝ е едноименния град Яла. Населението на провинцията е 415 537 жители (2000 г. – 59-а по население), а площта 4521,1 кв. км (48-а по площ). Намира се в часова зона UTC+7. Разделена е на 8 района, които са разделени на 56 общини и 341 села.